# Contradusta walkeri
Contradusta walkeri là một loài ốc biển, là động vật thân mềm chân bụng sống ở biển trong họ Cypraeidae, họ ốc sứ.

## Phụ loài

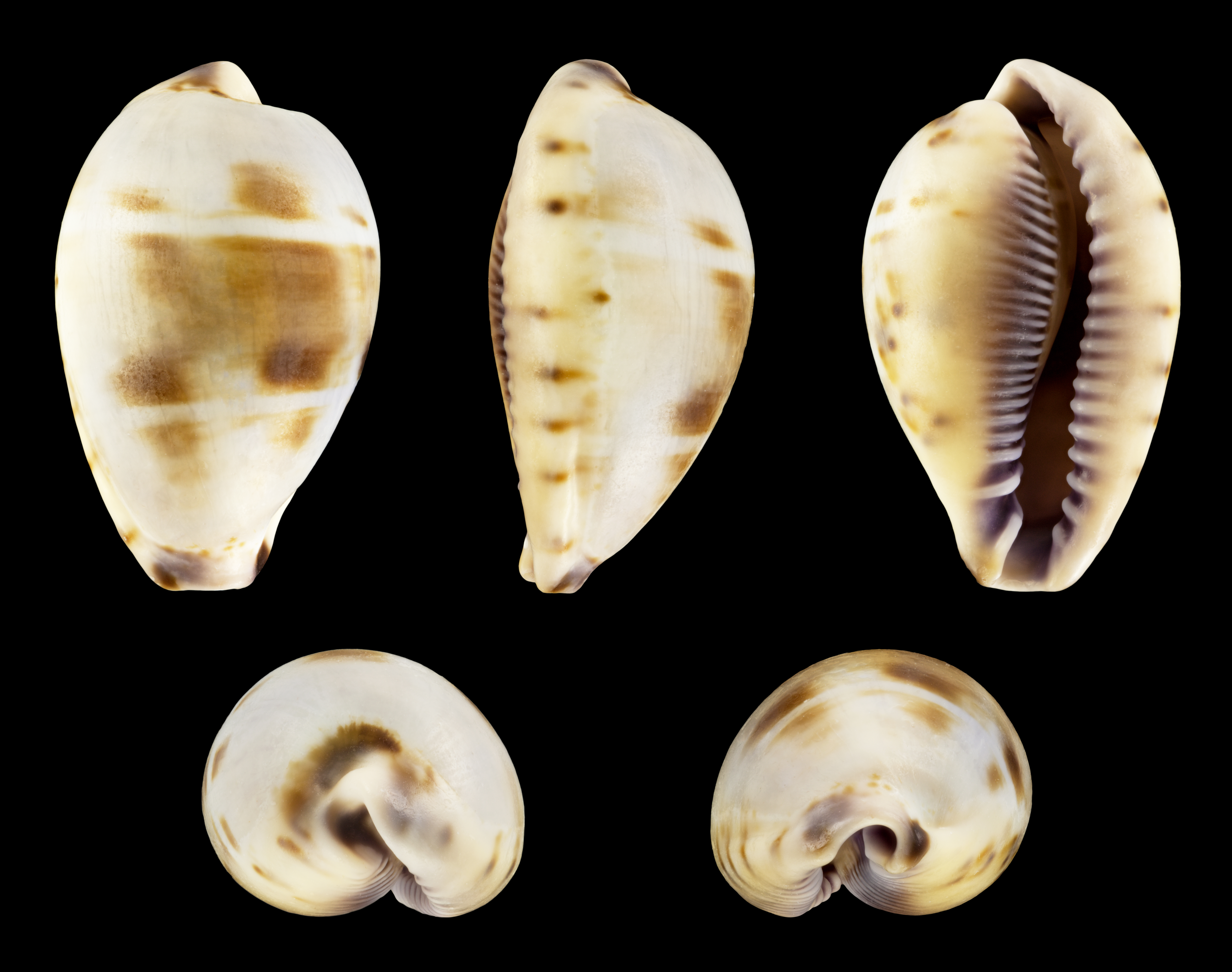
Contradusta walkeri ssp. surabajensis

- Contradusta walkeri continens (Iredale, T., 1935) [2]
- Contradusta walkeri surabajensis Schilder, F.A., 1937 [3]
- Contradusta walkeri walkeri (Sowerby, G.B. I, 1832) [4]

## Miêu tả
Loài này có kích thước giữa 15mm và 39 mm.

## Phân bố
Chúng phân bố ở Biển Đỏ, ở Ấn Độ Dương dọc theo Seychelles, ở Thái Bình Dương dọc theo Đông Nam Á, Philippines, Melanesia, và Úc.

## Hình ảnh

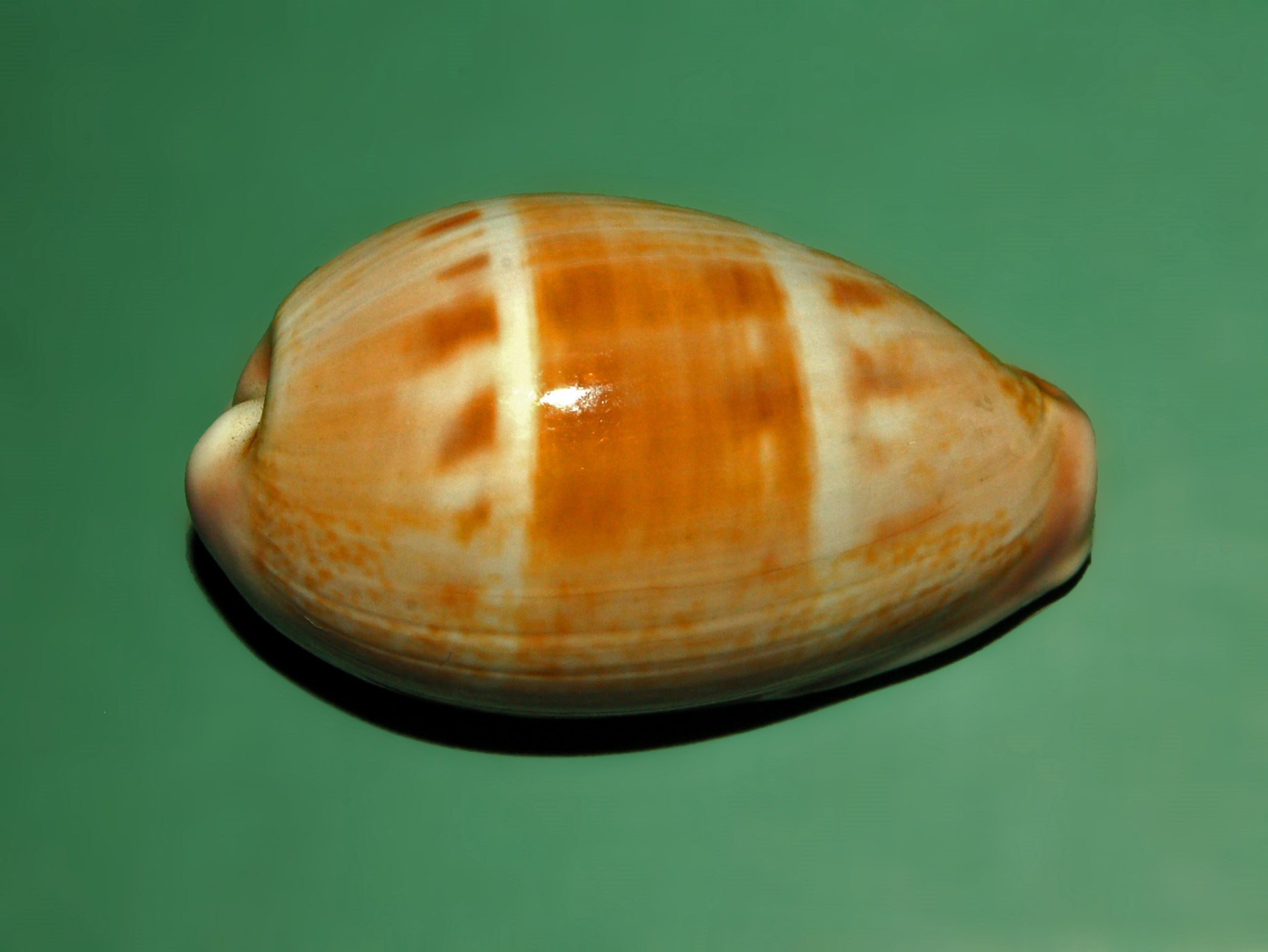
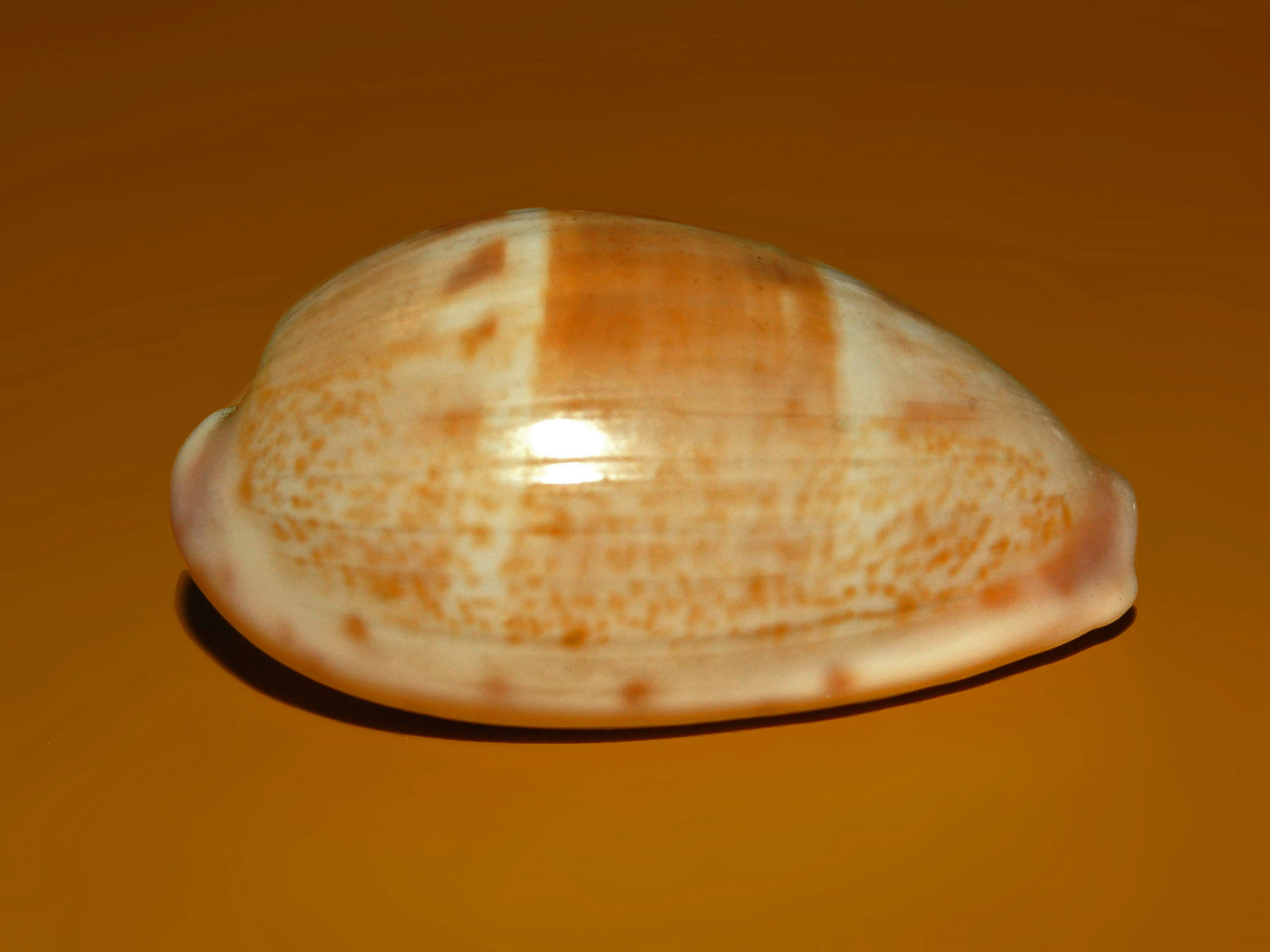
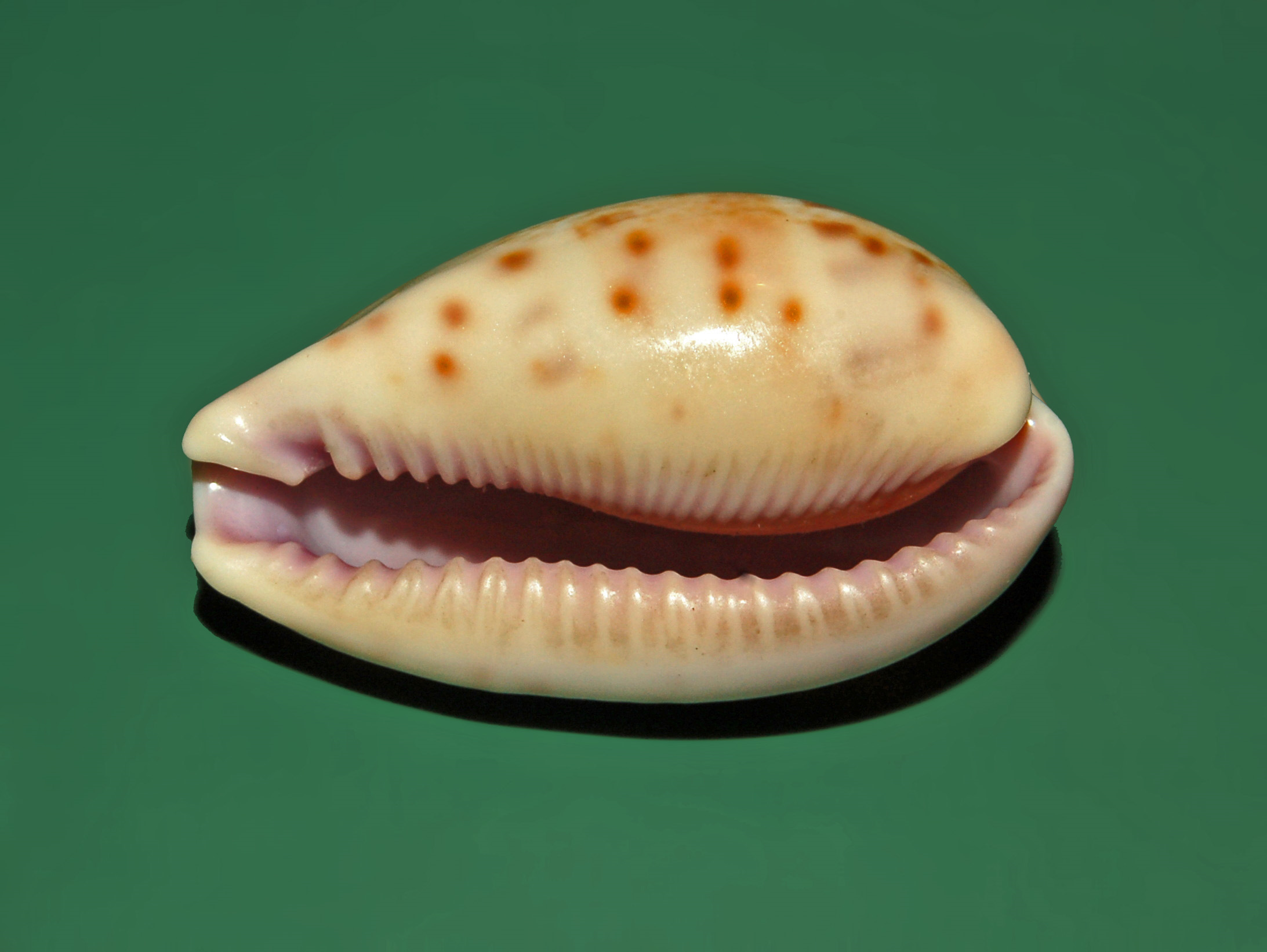